# Павлівське (Пологівський район)
Па́влівське —  село в Україні, у Пологівському районі Запорізької області. Населення становить 151 осіб. До 2018 орган місцевого самоврядування - Інженерненська сільська рада.

## Географія
Село Павлівське знаходиться на правому березі річки Мала Токмачка, вище за течією на відстані 1 км розташоване село Басань, нижче за течією на відстані 4 км розташоване село Новопокровка, на протилежному березі — село Новофедорівка. Поруч проходить автомобільна дорога Н08.

## Історія
- 1922 - дата заснування як хутора Східна Павлівка, потім перейменоване в хутір Павлівка.
- 12 червня 2020 року, відповідно до розпорядження Кабінету Міністрів України № 713-р «Про визначення адміністративних центрів та затвердження територій територіальних громад Запорізької області», увійшло до складу Пологівської міської громади[1].
- 19 липня 2020 року, в результаті адміністративно-територіальної реформи та ліквідації  Пологівського(1923-2020) району увійшло до складу новоутвореного Пологівського району[2].

## Населення

### Мова
Розподіл населення за рідною мовою за даними перепису 2001 року:
| Мова       | Кількість | Відсоток |
| ---------- | --------- | -------- |
| українська | 146       | 96.69%   |
| російська  | 5         | 3.31%    |
| Усього     | 151       | 100%     |